# Підриви мостів у Росії (червень 2025)
У ніч із 31 травня на 1 червня 2025 року в РФ було підірвано два мости: автомобільний у Брянській області та залізничний — у Курській. Міст у Брянській області був підірваний у районі селища Вигоничі близько 22:41 за московським часом, коли до мосту під'їжджав потяг № 86Ч, що прямував за маршрутом Климов — Москва. Потяг врізався в уламки конструкції, що впала, і зійшов з рейок; кілька осіб, включаючи машиніста та помічника, загинули на місці, є постраждалі. У Залізногірському районі Курської області міст був зруйнований о 02:30, в момент проїзду по ньому вантажного поїзда, є постраждалі.

## Хід подій

### Брянська область
Увечері 31 травня 2025 року під час руху поїзда Климов —Москва у напрямку Брянська при наближенні складу до дорожнього мосту А240 на перегоні Пільшино — Вигоничі обрушилася половина мосту. Потяг зіткнувся з уламками і зійшов з рейок. За даними російських ЗМІ, під завалами опинилися понад 70 осіб. Під час інциденту на мосту знаходилося кілька фур «Мироторгу». За даними Telegram-каналу «Shot», міст підірвали у двох місцях: невідомі заклали чотири вибухові пристрої: два на опорі мосту та два на шпалах.
Вранці 1 червня у Телеграм-каналах «Shot» та «112» заявили про новий підрив залізничних колій у районі Унеча без постраждалих. 

### Курська область
Тієї ж ночі на 48-му км траси Тросна — Калинівка в Залізногірському районі Курської області залізничний міст, яким їхав локомотив з вантажними вагонами, звалився на автомобільну дорогу. Машиніст і два його помічники зазнали травм, інших постраждалих не було.

## Розслідування
Транспортна прокуратура РФ повідомила, що проводить перевірку, але спочатку назвала те, що сталося, нечітко — «незаконним втручанням у діяльність транспорту». Пізніше формулювання про втручання було прибрано з повідомлення Московської залізниці.
Слідчий комітет РФ заявив, що обидва мости були обрушені підривами, а представник комітету заявив, що події «кваліфіковані як терористичний акт». Пізніше відомство видалило своє повідомлення в Телеграмі, замінивши його на нове, в якому підриви не згадані. Натомість зазначено, що у Брянській області «відбулося обвалення конструкції», а в Курській області «залізничний склад упав з пошкодженого мосту».

## Реакція
Слідчий комітет та губернатор Брянської області Олександр Богомаз заявили про підриви, але не висловили припущень про потенційних організаторів.
Незважаючи на те, що за заявами представників Кремля «Путін всю ніч отримував по лінії ФСБ та МНС доповіді про те, що сталося з поїздами у Курській та Брянській областях», першим повідомленням прес-служби Кремля вранці 1 червня стало привітання прем'єр-міністра Вірменії Нікола Пашиняна з 50-річчям з побажанням від Путіна «міцного здоров'я, щастя та успіхів у роботі».